# Pedro Parente
Pedro Pullen Parente (Río de Janeiro, 21 de febrero de 1953) es un ingeniero y político brasileño. Fue ministro de Planificación, Presupuesto y Gestión durante unos meses en 1999. En 2002, sustituyó al ministro de Minas y Energía por unas semanas. Desde mayo de 2016, preside la compañía Petrobras.

## Trayectoria
Pedro Parente fue jefe de la Casa Civil de la Presidencia de la República entre el 1 de enero de 1999 y el 1 de enero de 2003. Anteriormente, había sido ministro de Planificación, Presupuesto y Gestión entre el 6 de mayo de 1999 y el 18 de julio del mismo año y secretario ejecutivo del Ministerio de Hacienda. Durante 2002, ocupó el cargo de ministro de Minas y Energía por unas semanas de manera interina.

## Bunge Brasil
Desde 2010, es CEO y presidente de la compañía Bunge Brasil, una empresa que llegó a Europa en 1908 y que factura más de R$ 30.000 millones al año.

Logo de la compañía Petrobras

En 19 de mayo de 2016 fue propuesto por el gobierno interino de Michel Temer para el cargo de presidente de la compañía Petrobras. Su nombre obtuvo la aprobación del Consejo de Administración de la empresa a los pocos días.